# Police FC (Uganda)
Police Football Club w skrócie Police FC – ugandyjski klub piłkarski grający w drugiej lidze ugandyjskiej, mający siedzibę w mieście Kampala.

## Sukcesy
- I liga[1]:
  - mistrzostwo (1): 2005
  - wicemistrzostwo (1): 2006

- Puchar Ugandy[2]:
  - finał (1): 2003

- Puchar CECAFA[3]:
  - mistrzostwo (1): 2006

## Występy w afrykańskich pucharach
| Sezon | Rozgrywki                 | Runda   | Kraj  | Klub                    | Dom | Wyjazd | Dwumecz |
| ----- | ------------------------- | ------- | ----- | ----------------------- | --- | ------ | ------- |
| 2003  | Puchar Zdobywców Pucharów | wstępna | Egipt | Baladeyet El Mahalla SC | 0–0 | 1–4    | 1–4     |
| 2006  | Liga Mistrzów             | wstępna | Sudan | Al-Hilal Omdurman       | 0–0 | 0–3    | 0–3     |

## Stadion
Domowe mecze klub rozgrywa na stadionie o nazwie Lugogo Stadium w Kampali, który może pomieścić 3280 widzów.

## Reprezentanci kraju grający w klubie
Stan na styczeń 2023.
| - Gift Ali - Juma Balinya - Michael Birungi - Anthony Bongole - Ivan Bukenya - David Iga - Ausi Kaaya - Derrick Kakooza - Alimansi Kadogo - Frank Kalanda - Hannington Kalyesubula - Davis Kasirye - Umar Kasumba - Godfrey Kateregga - Hood Kaweesa - Mathias Kaweesa - Robert Kimuli - Yusuf Kinene - Henry Kisekka - Ben Lwanga - Aggrey Madoi - Simeon Masaba - Geofrey Massa - Muwadda Mawejje - Tony Mawejje - Jackson Mayanja | - Patrick Mbazira - Saka Mpiima - Martin Mpuga - Dan Mubiru - Hassan Mubiru - Isaac Mulyanga - Martin Muwanga - David Obua - Denis Obua - Ben Ocen - Brian Ochwo - Bruno Olobo - Postnett Omony - Godfrey Ssali - Lawrence Ssegawa - Robert Ssejjemba - Eric Ssenjobe - Peter Ssenyonjo - Mike Sserumagga - Geoffrey Sserunkuma - Yusuf Ssozi - William Wadri - Herman Wasswa - Paul Willa - Manfred Kizito - Denis Rukundo |